# Borgen, Asker
Borgen, Asker là một làng nằm ở Na Uy.